# بريستول عشرة مقاعد
بريستول عشرة مقاعد  (بالإنجليزية: Bristol Ten-seater)‏ هي نقل، ذات محرك واحد ذات السطحين. أنتجت في بريطانيا. من صناعة شركة طائرات بريستول. كان أول طيران لها في 21 يونيو 1921. دخلت الخدمة في 1922، انتهت خدمتها في 1926. صنع منها 3 طائرة.